# Olympische Sommerspiele 2004/Teilnehmer (Belize)
| Gelbes Symbol für Goldmedaillen mit stilisierten Olympischen Ringen | Graues Symbol für Silbermedaillen mit stilisierten Olympischen Ringen | Braundes Symbol für Bronzemedaillen mit stilisierten Olympischen Ringen |
| ------------------------------------------------------------------- | --------------------------------------------------------------------- | ----------------------------------------------------------------------- |
| —                                                                   | —                                                                     | —                                                                       |

Belize nahm an den Olympischen Sommerspielen 2004 in Athen, Griechenland, mit einer Delegation von zwei Sportlern (ein Mann und eine Frau) teil.

## Teilnehmer nach Sportarten

### Leichtathletik
- Michael Aguilar
400 Meter Hürden: Vorläufe

- Emma Wade
Frauen, 200 Meter: Vorläufe